# Hvalfangeren
Hvalfangeren (originaltitel The Love Nest) er en amerikansk stumfilm fra 1923 af Edward F. Cline og Buster Keaton.

## Medvirkende
- Buster Keaton som Buster Keaton
- Joe Roberts
- Virginia Fox